# Paulino de York
Paulino de York (fallecido el 10 de octubre de 644) fue un misionero romano y el primer obispo de York. Paulino, miembro de la misión gregoriana enviada en 601 por el papa Gregorio Magno para convertir a los anglosajones, llegó a Inglaterra en 604 con el segundo grupo de misioneros. Se conoce poco de las actividades de Paulino en las siguientes dos décadas. 
Tras pasar unos años en el reino de Kent, posiblemente en 625, Paulino fue consagrado como obispo. Acompañó a Ethelburga de Kent, hermana del rey Eadbaldo de Kent, en su viaje a Northumbria para casarse con el rey Edwin de Northumbria, y con el tiempo consiguió convertir a Edwin al cristianismo; también convirtió a muchos súbditos de Edwin y construyó algunas iglesias. Una de las mujeres a las que Paulino bautizó fue una futura santa, Hilda de Whitby. Tras la muerte de Edwin en 633, Paulino y Ethelburga huyeron de Northumbria, dejando atrás a un miembro del clero de Paulino, Jacobo el Diácono. Paulino regresó a Kent, donde se convirtió en el obispo de Rochester. Tras su muerte en 644, fue venerado como un santo.

## Primeros años
Aunque se sabe muy poco de los orígenes de Paulino. Fue enviado al reino de Kent por el papa Gregorio Magno en 601, junto a Melitón y otros, como parte del segundo grupo de misioneros enviados para convertir a los anglosajones al cristianismo. Seguramente era italiano de nacimiento. El segundo grupo de misioneros llegó a Kent en 604, pero poco se conoce de las actividades posteriores de Paulino hasta que fue a Northumbria.
Paulino se quedó en Kent hasta 625, cuando fue consagrado obispo de York por Justo, el arzobispo de Canterbury, el 21 de julio. Posteriormente acompañó a Ethelburga, la hermana del rey Eadbaldo, a Northumbria, donde iba a casarse con el rey Edwin. Una de las condiciones del matrimonio era que Edwin había prometido que permitiría a Ethelburga seguir siendo cristiana y profesar la fe que deseara. Beda, escribiendo a principios del siglo VIII, afirma que Paulino  «estaba decidido a llevar a toda la nación Northumbria a la que era enviado al conocimiento de la verdad cristiana», así como proporcionar los servicios religiosos a la nueva reina.
Existe cierta confusión con respecto a la cronología de Beda sobre la fecha de boda de Ethelburga, pues las cartas papales a Edwin alentándole a la conversión que han sobrevivido sugieren que Eadbaldo se había vuelto cristiano recientemente, lo que entra en conflicto con la cronología de Beda. El historiador D. P. Kirby argumenta que Paulino y Ethelburga debieron por tanto haber ido a Northumbria antes de 624, y que Paulino fue al norte no como obispo, sino como sacerdote, regresando después para ser consagrado. El historiador Henry Mayr-Harting está de acuerdo con el razonamiento de Kirby. Otro historiador, Peter Hunter Blair, argumenta que Ethelburga y Edwin se casaron antes de 625, pero que ella no se fue a Northumbria hasta 625. Si se acepta la teoría de Kirby, entonces la fecha de la consagración de Paulino debe modificarse, al 21 de julio de 626.
Beda describe a Paulino como «un hombre ligeramente encorvado, de cabellos negros, rostro ascético, nariz fina y aguileña y un porte que infundía temor y reverencia». Beda probablemente obtuvo esta descripción de Jacobo el diácono, uno de los asociados de Paulino, quien todavía vivía en tiempos de Beda.

## Obispo de York

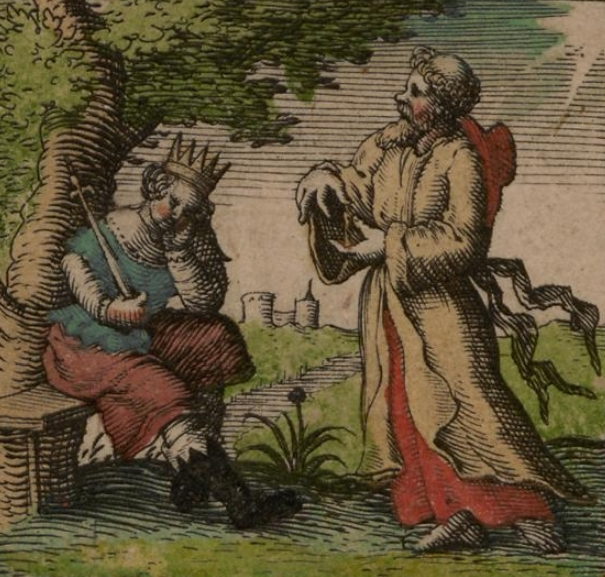
El rey san Edwin de Northumbria medita su conversión al cristianismo aconsejado por Paulino de York, en un grabado de 1611.

Beda cuenta que Paulino le dijo a Edwin que el nacimiento de su hija con Ethelburga en la Pascua de 626 se debió a sus plegarias. El nacimiento coincidió con un intento de asesinato frustrado al rey por un grupo de sajones occidentales de Wessex. Edwin prometió convertirse al cristianismo y permitir que su nueva hija Eanfleda fuera bautizada si obtenía la victoria frente a Wessex. Sin embargo, no mantuvo su promesa en los momentos inmediatamente posteriores a su victoria militar contra los sajones occidentales. Sólo se convirtió después de que Paulino revelase los detalles de un sueño que había tenido el rey antes de acceder al trono, durante su exilio en la corte del rey Raedwald. Según Beda, en este sueño un extraño le decía a Edwin que el poder sería suyo en el futuro cuando alguien posara su mano en su cabeza. Mientras Paulino revelaba el sueño a Edwin, posó su mano en la cabeza del rey, la prueba que éste necesitaba. Una hagiografía de finales del siglo VII del papa Gregorio Magno afirma que Paulino era el extraño de la visión; de ser verdad, podría sugerir que Paulino pasó cierto tiempo en la corte de Raedwald, aunque Beda no menciona ninguna visita de este tipo.
No es probable que temas sobrenaturales y la mera persuasión de Paulino causaran la conversión de Edwin. Parece que los nobles de Northumbria mostraron una buena disposición hacia el cristianismo y el rey también recibió cartas del papa Bonifacio I alentando su conversión. Con el tiempo fue convencido, y Edwin y varios de sus seguidores fueron bautizados en York en 627, en la llamada asamblea de Goodmanham.
Una historia relata que durante una visita a Edwin y Ethelburga en su palacio de Yeavering, Paulino se pasó 36 días bautizando a nuevos conversos. Paulino también fue un misionero activo en el reino de Lindsey, y sus actividades misioneras sirven para ver los límites de la autoridad real de Edwin.

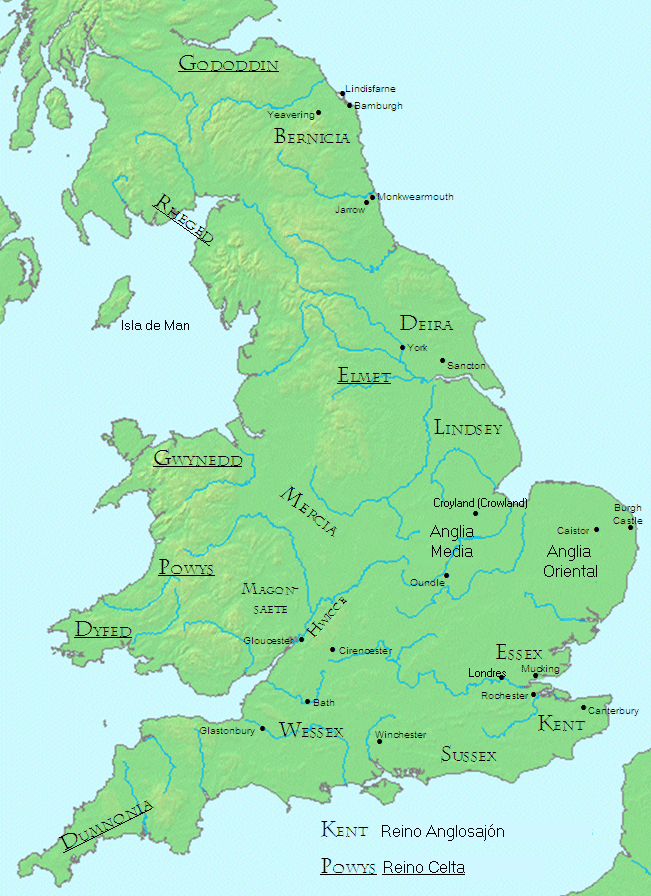
Mapa de algunos reinos ingleses en torno al año 600.

El plan del papa Gregorio era que York se convirtiese en la segunda sede metropolitana de Inglaterra, así que Paulino estableció su iglesia allí. Aunque estaba hecha de piedra, no se ha encontrado ningún resto de la misma. Paulino también construyó varias iglesias en propiedades reales. Su iglesia en Lincoln ha sido identificada con la fase más temprana de construcción de la iglesia de St Paul in the Bail.
Entre los consagrados por Paulino estaban Hilda, quien posteriormente se convertiría en la abadesa fundadora de la abadía de Whitby, y la sucesora de esta, Eanfleda, hija de Edwin. Al ser el único obispo católico en Inglaterra, Paulino también consagró a otro misionero gregoriano, Honorio, como arzobispo de Canterbury tras la muerte de Justo, en algún momento entre 628 y 631.

## Obispo de Rochester
Edwin fue derrotado por las tropas galesas paganas lideradas por Penda de Mercia y Cadwallon ap Cadfan de Gwynedd, y murió en la batalla de Hatfield Chase, junto a su hijo y heredero Osfrid, el 12 de octubre de 633, según se recoge tradicionalmente. El problema con la fecha de la batalla es que el papa Honorio I escribió en junio de 634 a Paulino y al arzobispo Honorio diciéndoles que les mandaba un palio, símbolo de la jurisdicción conectada al papa, a cada uno de ellos. La carta del papa no da ninguna señal de que la noticia de la muerte de Edwin hubiera llegado a Roma, casi nueve meses después de la presunta fecha de la batalla. El historiador D. P. Kirby cree que este desconocimiento hace que sea más probable que la batalla ocurriera en 634.
La derrota y muerte de Edwin causó la fragmentación de su reino en al menos dos partes. También condujo a un fuerte declive del cristianismo en Northumbria, puesto que los sucesores inmediatos de Edwin volvieron al paganismo. Aunque el diácono de Paulino, Jacobo, se quedó en el norte y luchó por reconstruir la misión romana, la viuda de Edwin decidió regresar a Kent. Paulino fue con ella, llevando consigo al hijo y a la hija de Edwin y Ethelburga, y a uno de los nietos de Edwin. Los dos chicos se fueron al continente por su seguridad, a la corte del rey Dagoberto I. Ethelburga, Eanfleda y Paulino se quedaron en Kent, donde se le ofreció a Paulino el obispado de Rochester, que mantuvo hasta su muerte. Como el palio no llegó a su poder hasta después de abandonar York, nunca pudo vestirlo como arzobispo.

## Muerte y veneración
Paulino murió el 10 de octubre de 644 en Rochester, y fue enterrado en la sacristía de la iglesia. Su sucesor en Rochester fue Ithamar, el primer inglés consagrado a una sede de la misión gregoriana. Tras su muerte, Paulino fue reverenciado como santo, con festividad el 10 de octubre. Cuando se construyó una nueva iglesia en Rochester en la década de 1080, sus reliquias o restos fueron trasladados a un nuevo sepulcro. También hubo sepulcros dedicados a Paulino en Canterbury, y por lo menos cinco iglesias fueron dedicadas a él. Aunque Rochester mantuvo algunas de las reliquias de Paulino, la promoción de su culto ahí parece haber tenido lugar tras la invasión normanda de Inglaterra. Es considerado un santo tanto por católicos como por anglicanos.
Los esfuerzos misioneros de Paulino son difíciles de evaluar. Beda sugiere que la misión en Northumbria fue un éxito, pero hay muy pocas pruebas que sustenten esta creencia, y es probable que los esfuerzos misioneros de Paulino fueran relativamente poco efectivos. Aunque Osric de Deira, uno de los sucesores de Edwin, fue convertido al cristianismo por Paulino, volvió al paganismo después de la muerte del rey. Sin embargo, Hilda siguió siendo cristiana y con el tiempo se convirtió en la abadesa de la influyente abadía de Whitby. La conversión de Northumbria al cristianismo fue realizada principalmente por los misioneros irlandeses que trajo a la región el que sería el sucesor de Edwin, Oswaldo.